# Кокар, Бриан
Бриан Кокар (фр. Bryan Coquard, род. 25 апреля 1992 в городе Сен-Назер, Франция) — французский профессиональный трековый и шоссейный велогонщик, выступающий c 2013 года за команду TotalEnergies. Он является серебряным призёром летних Олимпийских игр в Лондоне по программе омниума на треке.

## Главные достижения

### Трек
| 2011 - 2-й — Чемпионат европы по трековым велогонкам — Омниум 2012 - 2-й — Олимпийские игры — Омниум - 2-й — Шесть дней в Гренобле 2013 - Чемпионат Европы среди U-23 - 1-й в Мэдисоне - 2-й в Командном преследовании - 2-й в Групповой гонке |

### Шоссе
| 2012 - 2-й — Чемпионат мира среди U-23 Групповая гонка 2013 - 1-й — Классика Шатору - 1-й — Challenge Sprint Pro - Etoile de Bessèges - 1-й — очковая классификация - 1-й на этапах 2 и 4 - 1-й на этапах 8 и 9 — Тур Лангкави - 2-й — Чемпионат Франции по велоспорту - 1-й в молодёжной классификации - Тур Пикардии - 1-й на этапе 2 | 2014 - 1-й — Route Adélie - 1-й — Paris — Camembert - Etoile de Bessèges - 1-й на этапе 3 и 4 - 3-й Тур Пикардии - 1-й на этапе 1 2015 - 1-й на этапе 2 — Route du Sud - 1-й на этапе 3 — Etoile de Bessèges - 2-й — Четыре дня Дюнкерка - 1-й на этапе 1 - 1-й в Очковой и молодёжной классификации |

## Статистика выступлений наГранд Турах
| Гранд Тур      | 2014 | 2015 |
| -------------- | ---- | ---- |
| Джиро д'Италия | —    | —    |
| Тур де Франс   | 104  | 110  |
| Вуэльта        | -    | -    |